# Когеріс
Когері́с (каз. Көгеріс) — село у складі Сиримського району Західноказахстанської області Казахстану. Входить до складу Булдуртинського сільського округу.
Населення — 247 осіб (2021; 328 у 2009, 473 у 1999, 464 у 1989).